# 악명높은 베티 페이지
악명높은 베티 페이지(The Notorious Bettie Page)는 미국에서 제작된 메리 해론 감독의 2005년 드라마 영화이다. 그레첸 몰 등이 주연으로 출연하였고 크리스틴 배콘 등이 제작에 참여하였다.

## 출연

### 주연
- 그레첸 몰
- 릴리 테일러

### 조연
- 크리스 바우어
- 자레드 해리스
- 사라 폴슨
- 카라 세이무어
- 데이빗 스트라탄
- 존 컬럼
- 맷 맥가그레스
- 오스틴 펜들튼
- 노만 리더스
- 달라스 로버츠
- 빅터 슬레작
- 타라 서브코프
- 케빈 캐롤
- 앤 도드
- 마이클 가스톤
- 제퍼슨 메이즈
- 피터 맥로비
- 댄 스누크
- 조나단 M. 우드워드
- 존 보이드
- 데이빗 콜
- 제프리 캔터
- 맥스 카셀라
- 알레한드로 샤번
- 제이미 도넌
- 테디 익크
- 잭 길핀
- 에드 지웻
- 게리 런디
- 에드먼드 린덱
- 크리스토퍼 맥칸
- 내리 래
- 콜 서드더스
- 한스 테스터
- 모니카 브라웅거
- R. 브랜던 존슨
- 존 벤티미그리아
- 벤자민 워커

## 제작진
- 공동제작: 로리 키스 더글러스
- 미술: 기디온 폰트
- 의상: 존 A. 던
- 배역: 케리 바든
- 배역: 빌리 홉킨스
- 배역: 수잔느 스미스